# Emenda Constitucional de 3 de setembro de 1926
A Emenda Constitucional de 3 de setembro de 1926, aprovada durante o governo Artur Bernardes, foi a primeira e única modificação à Constituição da República dos Estados Unidos do Brasil.

## História
O processo de modificação da Constituição de 1891 foi regulamentado em seu art. 90:

Art. 90 - A Constituição poderá ser reformada, por iniciativa do Congresso Nacional ou das Assembléias dos Estados.

§ 1º - Considerar-se-á proposta a reforma, quando, sendo apresentada por uma quarta parte, pelo menos, dos membros de qualquer das Câmaras do Congresso Nacional, for aceita em três discussões, por dois terços dos votos em uma e em outra Câmara, ou quando for solicitada por dois terços dos Estados, no decurso de um ano, representado cada Estado pela maioria de votos de sua Assembléia.
§ 2º - Essa proposta dar-se-á por aprovada, se no ano seguinte o for, mediante três discussões, por maioria de dois terços dos votos nas duas Câmaras do Congresso.
§ 3º - A proposta aprovada publicar-se-á com as assinaturas dos Presidentes e Secretários das duas Câmaras, incorporar-se-á à Constituição, como parte integrante dela.

§ 4º - Não poderão ser admitidos como objeto de deliberação, no Congresso, projetos tendentes a abolir a forma republicano-federativa, ou a igualdade da representação dos Estados no Senado.
A necessidade de revisão da Constituição de 1891 foi discutida por parte da comunidade política brasileira ao longo de sua vigência. Em 1904, Lauro Sodré fundou o Partido Revisionista com o intuito de promover profunda reforma à Constituição de 1891, e artigos veiculando tal opinião foram publicados também por Oliveira Viana, Alberto Torres e Epitácio Pessoa.
O projeto da revisão, denominado Proposta de Emenda Constituição nº 38, foi apresentado no Congresso Nacional em 1924, e aprovado com modificações em 3 de setembro de 1926.

## Conteúdo
A primeira disposição da emenda modificou o art. 6º da Constituição de 1891 para ampliar o rol de situações passivas de intervenção federal nos estados.
O art. 34, que versava sobre as atribuições do Congresso Nacional, foi modificado para:
- formalizar a prorrogação da fixação anual orçamentária (inciso I) e de forças militares (inciso XVII) do exercício anterior caso não tenha sido renovada até o dia 15 de janeiro;
- remover o defasado inciso XX, que capacitava o Congresso Nacional a mobilizar a Guarda Nacional, extinta em 1922;
- modificar o inciso XIV (inciso XIII no texto reformado), passando a permitir a criação de regras variáveis sobre naturalização;
- dá-lo competência legislativa sobre trabalho (inciso XVIII), licenças, aposentadorias e reformas (inciso XIX);
- remover de suas competências legislação sobre terras e minas de propriedade da União (inciso XIX do texto original).

O art. 37, que versava sobre a sanção presidencial aos projetos emanados do Congresso Nacional, foi modificado para permitir o veto parcial de um projeto de lei (§ 1º).
Foram também modificados os artigos 59 (sobre competências do Supremo Tribunal Federal), 60 (sobre competências da Justiça Federal), e 72 (sobre a proteção aos direitos individuais).